# كارستن غاردر
كارستن غاردر هو قاضي نرويجي، ولد في 5 أبريل 1902، وتوفي في 1980.